# Mieczysław Tomala

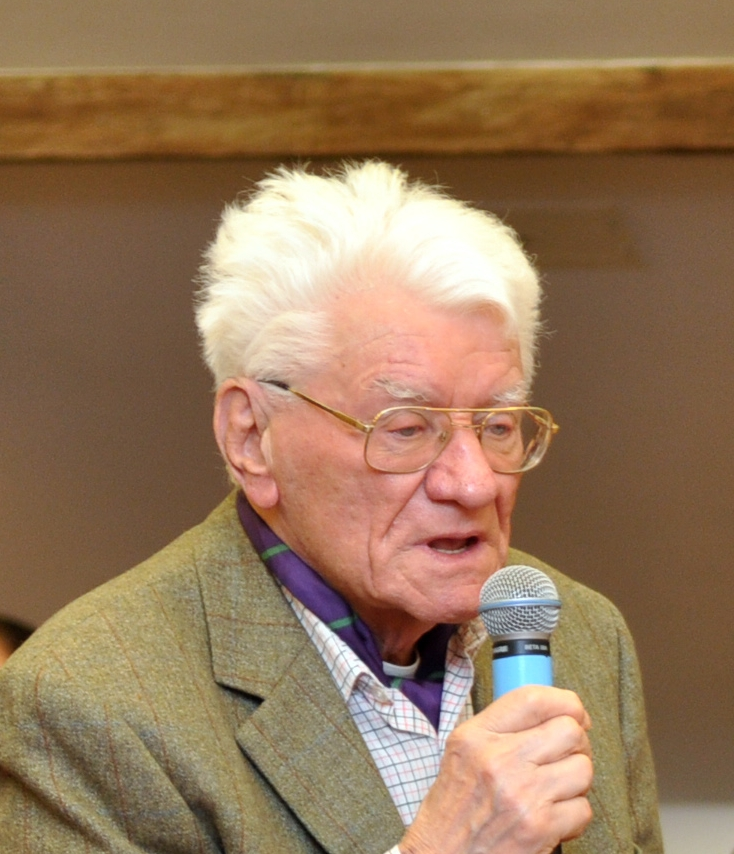
Mieczysław Tomala (2010)

Mieczysław Tomala (* 16. Oktober 1921 in Łódź; † 7. September 2014 in Warschau) war ein polnischer Wirtschaftswissenschaftler, Germanist, Diplomat und Übersetzer. Als Vertreter der Kriegsgeneration galt er in der Zeit der Volksrepublik Polen als Deutschlandkenner und widmete sein ganzes Berufsleben der Analyse der polnisch-deutschen Beziehungen. Für das polnische Außenministerium agierte er als Chefdolmetscher bei Verhandlungen zwischen Polen und der BRD. Während des Kniefalls von Warschau am 7. Dezember 1970, der Demutsgeste von Bundeskanzler Willy Brandt am Ehrenmal für die Toten des Warschauer Ghettos, war er in dieser Eigenschaft ein Zeitzeuge. Seine späteren Schilderungen werden von Historikern oft verwendet.

## Leben
Mieczysław Tomala wurde am 16. Oktober 1921 in Łódź geboren. Sein Vater besaß eine Bäckerei und Konditorei. Die Vielvölkerstadt hatte einen großen Einfluss auf den Charakter und die Interessen des späteren Forschers. Er besuchte einen deutschen Kindergarten und begann seine Schulzeit im Deutschen Gymnasium und setzte diese ab 1933 an polnischen Gymnasien fort. Die Familie Tomala überlebte den Krieg in ihrer Heimatstadt Łódź. Sie verlor durch Zwangsumzüge ihr gesamtes Eigentum. Mieczysław wurde Zeuge von Terrorakten der deutschen Besatzung und bei der Entstehung des Ghetto Litzmannstadt für Juden und dessen Liquidierung. Während der Besatzungszeit arbeitete er für ein deutsches Bauunternehmen, um einer Deportation zur Zwangsarbeit zu entgehen.
Nach dem Krieg studierte Tomala in der Lodzer Filiale der Warschauer Handelshochschule Wirtschaftswissenschaften. Noch während des Studiums begann er ab 1949 seine Tätigkeit als Mitarbeiter im Polnischen Institut für Internationale Angelegenheiten (PISM), in dem er bis zu seiner Emeritierung im Jahre 1993 blieb. Auf Auslandsreisen besuchte er Forschungsinstitute und hielt Vorträge über die polnisch-deutschen Beziehungen. Er verteidigte seine Dissertation 1958 an der Warschauer Hochschule für Wirtschaft (SGPiS) zum Thema "Expansion der deutschen Industrie auf dem Weltmarkt".
Anfang der 1960er Jahre wurde er an die polnischen Botschaft in Ostberlin als Botschaftsrat entsandt. Nach seiner Rückkehr nach Polen wurde er stellvertretender Direktor des PISM. 1966 heiratete er trotz Widerständen eine Deutsche, die Sinologin Karin Tomala aus der DDR. Er habilitierte 1971 über die Probleme des Anteils der westdeutschen Wirtschaft am Weltmarkt. Während des Willy-Brandt-Besuchs im Dezember 1970 zur Unterzeichnung des deutsch-polnischen Normalisierungsvertrages, während dem es zu dem berühmten Kniefall von Warschau kam, war Tomala als Chefdolmetscher Zeuge der Verhandlungen und Geschehnisse. Zwei Jahre später in Folge von Änderungen in der Ausrichtung der Deutschlandpolitik im Außenministerium, verlor Tomala seine Position im Forschungsinstitut und wurde an die Botschaft in Den Haag versetzt. Im Jahr 1981 erhielt er die Nominierung zum außerordentlichen Professor. Ab 1983 wurden die Hefte zur Deutschlandkunde (Zeszyty Niemcoznawcze) mit ihm als Chefredakteur herausgebracht. 1994 wurde Tomala polnischer Stiftungsgründer der Stiftung „Gedenken“, die in Polen gemeinsam mit den Volksbund für Deutsche Kriegsgräberfürsorge e.V. Kassel gegründet wurde und zur Aufgabe hat, deutsche Soldatenfriedhöfe in Polen zu errichten und zu pflegen.

## Auszeichnungen
- Großes Bundesverdienstkreuz (2001)
- Kommandeurkreuz zur Wiedergeburt Polens (2001)[3]

## Werke
- Deutschland – meine Leidenschaft, Hass zerstört – Versöhnung heilt. Elipsa, Warschau 2012, ISBN 978-83-7151-082-3.
- Polen und die deutsche Wiedervereinigung. Elipsa, Warschau 2004, ISBN 978-83-7151-639-9.
- Deutschland – von Polen gesehen. Zu den deutsch-polnischen Beziehungen 1945–1990. Schüren, Marburg 2000, ISBN 9783894721701.
- mit Hans-Adolf Jacobsen: Wie Polen und Deutsche einander sehen. Beiträge aus beiden Ländern. Übersetzung aus dem Polnischen von Sibylle Stahlmann, Droste, Düsseldorf 1973, ISBN 3-7700-0309-8.
- Polen nach 1945. W. Kohlhammer, Stuttgart 1973.